# Блу Ајланд (Илиноис)
Блу Ајланд (енгл. Blue Island) град је у америчкој савезној држави Илиноис. По попису становништва из 2010. у њему је живело 23.706 становника.

## Демографија
Према попису становништва из 2010. у граду је живело 23.706 становника, што је 243 (1,0%) становника више него 2000. године.
| Група             | 2000.         | 2010.          |
| Белци             | 8.498 (36,2%) | 4.990 (21,0%)  |
| Афроамериканци    | 5.655 (24,1%) | 7.304 (30,8%)  |
| Азијати           | 87 (0,4%)     | 87 (0,4%)      |
| Хиспаноамериканци | 8.899 (37,9%) | 11.133 (47,0%) |
| Укупно            | 23.463        | 23.706         |